# 钝叶水丝梨
钝叶水丝梨（学名：Sycopsis tutcheri）为金缕梅科水丝梨属下的一个种。

## 扩展阅读
- 維基物種上的相關：钝叶水丝梨